# Роберто Полікано
Роберто Полікано (італ. Roberto Policano, нар. 19 лютого 1964, Рим) — італійський футболіст, що грав на позиції захисника, півзахисника. По завершенні ігрової кар'єри — спортивний функціонер.

## Клубна кар'єра
Народився 19 лютого 1964 року в місті Рим. Вихованець футбольної школи клубу «Рома».
У дорослому футболі дебютував 1981 року виступами за команду клубу «Латина», в якій провів два сезони, взявши участь у 47 матчах чемпіонату.
Згодом з 1983 року грав за «Дженоа», у складі якого дебютував у Серії А, після чого 1987 року перейшов у рідну «Рому» за 3,5 мільярди лір. Втім у складі «вовків» не закріпився і після двох сезонів, за які зіграв лише 35 матчів в чемпіонаті, він перейшов у «Торіно». Саме з туринською командою Роберто досягнув найбільших результатів у кар'єрі, виборов у 1991 році титул володаря Кубка Мітропи, а у сезоні 1991/92 став фіналістом Кубка УЄФА та зайняв 3-тє місце у Серії А.
Після цього 1992 року за 6,5 млрд лір перейшов у «Наполі» і відіграв за неаполітанську команду наступні п'ять сезонів своєї ігрової кар'єри. Найвищого результату з командою досягнув у останньому сезоні, ставши фіналістом Кубка Італії 1997 року, де на поле не виходив і незабаром перейшов у «Казарано». У цьому клубі на початку сезону 1997/98 він зіграв свої останні матчі на професійному рівні в Італії, зігравши чотири гри у Серії С1. 
В подальшому грав в Лізі Ділеттанті (нині — Серія D) за клуби «Террачина» та «Латина», а у серпні 1999 року підписав міні-контракт на два матчі з мальтійським клубом «Сліма Вондерерс» в рамках першого раунду Кубка УЄФА 1999/00. Полікано зіграв в обох іграх, але мальтійці поступились швейцарському «Цюриху» з загальним рахунком 0:4.
Завершив професійну ігрову кар'єру у клубі «Баракка Луго», за який виступав протягом 1999—2000 років в Лізі Ділеттанті.

## Виступи за збірну
Протягом 1984—1986 років залучався до складу молодіжної збірної Італії. У її складі став фіналістом молодіжного чемпіонату Європи 1986 року. Всього на молодіжному рівні зіграв у 3 офіційних матчах.

## Кар'єра функціонера
В 2000 році Полікано став спортивним директором клубу «Ареццо», де працював до вересня наступного року, а два місяці по тому став технічним консультантом клубу «Рондінелла». В лютому 2005 року перейшов на цю ж посаду у клубі «Катанія». 
У 2007 році він очолив молодіжну структуру Thermal Calcio, команди з Абано-Терме. З 2008 року він працював в структурі «Удінезе».

## Статистика виступів

### Статистика клубних виступів
| Сезон              | Команда            | Чемпіонат          | Чемпіонат | Чемпіонат |
| Сезон              | Команда            | Ліга               | Ігор      | Голів     |
| ------------------ | ------------------ | ------------------ | --------- | --------- |
| 1981–82            | «Латина»           | C1                 | 15        | 2         |
| 1982–83            | «Латина»           | C2                 | 32        | 4         |
| 1983–84            | «Дженоа»           | A                  | 23        | 0         |
| 1984–85            | «Дженоа»           | B                  | 33        | 3         |
| 1985–86            | «Дженоа»           | B                  | 30        | 4         |
| 1986–87            | «Дженоа»           | B                  | 32        | 2         |
| Усього за «Дженоа» | Усього за «Дженоа» | Усього за «Дженоа» | 118       | 9         |
| 1987–88            | «Рома»             | A                  | 17        | 2         |
| 1988–89            | «Рома»             | A                  | 18        | 3         |
| Усього за «Рому»   | Усього за «Рому»   | Усього за «Рому»   | 35        | 5         |
| 1989–90            | «Торіно»           | B                  | 29        | 5         |
| 1990–91            | «Торіно»           | A                  | 28        | 6         |
| 1991–92            | «Торіно»           | A                  | 23        | 7         |
| Усього за «Торіно» | Усього за «Торіно» | Усього за «Торіно» | 80        | 18        |
| 1992–93            | «Наполі»           | A                  | 30        | 7         |
| 1993–94            | «Наполі»           | A                  | 19        | 3         |
| 1994–95            | «Наполі»           | A                  | 18        | 1         |
| 1995–96            | «Наполі»           | A                  | 17        | 1         |
| 1996–97            | «Наполі»           | A                  | 8         | 0         |
| Усього за «Наполі» | Усього за «Наполі» | Усього за «Наполі» | 92        | 12        |
| 1997–98            | «Казарано»         | C1                 | 4         | 0         |
| 1997–98            | «Террачина»        | D                  | 0         | 0         |
| 1998–99            | «Латина»           | D                  | 23        | 4         |
| 1999–00            | «Сліма Вондерерс»  | ПЛ                 | 0         | 0         |
| 1999–00            | «Баракка Луго»     | D                  | ?         | ?         |
| Усього за кар'єру  | Усього за кар'єру  | Усього за кар'єру  | 399+      | 54+       |

## Титули і досягнення
- Володар Кубка Мітропи (1):

«Торіно»: 1991